# Władimir Atłasow
Władimir Wasiljewicz Atłasow, niekiedy również Władimir Wasiljewicz Otłasow, ros. Владимир Васильевич Атласов (ur. 1661 (1664), zm. 1711) – rosyjski podróżnik i odkrywca, handlarz futer, z wyboru Kozak syberyjski.
W latach 1697–1699 kierował rosyjską ekspedycją na Syberię, gdzie założył osadę (później miasto) Anadyr, a następnie, na czele 65 Kozaków i 60 Jukagirów wyprawił się na nieznaną dotąd Kamczatkę. Był autorem pierwszego opisu Kamczatki, jej przyrody i ludności autochtonicznej; założył dwie osady handlarzy futer i zmusił lokalne plemiona do płacenia trybutu na rzecz carstwa. Był także pierwszym rosyjskim odkrywcą Kuryli. 
Atłasow został zamordowany przez własnych podkomendnych, którzy nie mogli znieść jego okrucieństwa w stosunku do nich jak i do miejscowej ludności. Na czele buntu stał syn polskiego zesłańca, późniejszy badacz Wysp Kurylskich Jan Kozyrewski. Imieniem Atłasowa nazwano południowy cypel Kamczatki i wulkaniczną wysepkę w łańcuchu Wysp Kurylskich (Ostrow Atłasowa).